# Stor-Siak
Stor-Siak är en sjö i Jokkmokks kommun i Lappland och ingår i Luleälvens huvudavrinningsområde. Sjön har en area på 0,206 kvadratkilometer och ligger 367 meter över havet.

## Delavrinningsområde
Stor-Siak ingår i det delavrinningsområde (737577-166933) som SMHI kallar för Utloppet av Spadnaure. Medelhöjden är 383 meter över havet och ytan är 14,39 kvadratkilometer. Det finns inga avrinningsområden uppströms utan avrinningsområdet är högsta punkten. Vattendraget som avvattnar avrinningsområdet har biflödesordning 4, vilket innebär att vattnet flödar genom totalt 4 vattendrag innan det når havet efter 238 kilometer. Avrinningsområdet består mestadels av skog (41 procent) och sankmarker (38 procent). Avrinningsområdet har 1,71 kvadratkilometer vattenytor vilket ger det en sjöprocent på 11,9 procent.